# Edvin Frigast Larsen
Edvin Frigast Larsen (født 20. december 1899 i København, død 25. november 1962) var en dansk fodboldspiller.
I sin klubkarriere var Frigast Larsen målmand i Akademisk Boldklub i perioden 1917-1934, og han vandt det danske mesterskab med klubben i 1919 og 1921.
Frigast Larsen spillede 22 A-landskampe mellem 1921 og 1929.